# Fisaka
Fisaka è un ward dello Zambia, parte della Provincia di Luapula e del Distretto di Kawambwa.